# Švyturio Arena
Die Švyturio Arena ist eine Mehrzweckhalle in der litauischen Hafenstadt Klaipėda. Die Sportarena befindet sich in der Straße Dubysos g. 10, zwischen Baltijos-Prospekt und Dubysa-Straße. Es ist die  Heimspielstätte der Basketballmannschaft der Neptūnas Klaipėda (BBL, LKL). Sie bietet maximal 7.450 Plätze.

## Geschichte
Den Bau der Arena finanzierte man mit 20 Mio. Lt vom Staatsinvestitionsprogramm, 40 Mio. Lt vom EU-Strukturfonds; den Restbetrag von der Stadtverwaltung Klaipėda. Die Projektautoren sind die Aktiengesellschaft „Miestprojektas“ (Kaunas) und UAB „Forma“ (Vilnius); der Projektleiter ist Saulius Mikštas (UAB „Forma“). Der Bauunternehmen war die UAB „Vėtrūna“ (Telšiai).
2011 fanden hier Partien der Basketball-Europameisterschaft statt.